# Nemcovce (Prešov)
|  | No s'ha de confondre amb Nemcovce (Bardejov). |

Nemcovce és un poble i municipi d'Eslovàquia. Es troba a la regió de Prešov, al nord del país.

## Història
La primera referència escrita de la vila data del 1364.

## Demografia
| Godina             | 1994 | 2004    | 2014   | 2024   |
| ------------------ | ---- | ------- | ------ | ------ |
| Nombre de persones | 408  | 451     | 479    | 478    |
| Diferència         |      | +10,53% | +6,20% | −0,20% |

| Godina             | 2023 | 2024   |
| ------------------ | ---- | ------ |
| Nombre de persones | 481  | 478    |
| Diferència         |      | −0,62% |